# Крижпоље
Крижпоље је насељено мјесто у сјеверној Лици, у општини Бриње, Личко-сењска жупанија, Република Хрватска.

## Географија
Крижпоље је удаљено око 5 км сјевероисточно од Бриња. Поред насеља пролази ауто-пут Загреб-Сплит.

## Историја
До територијалне реорганизације у Хрватској насеље се налазило у саставу бивше велике општине Оточац.

## Становништво
Према попису из 1991. године, насеље Крижпоље је имало 1.046 становника. Према попису становништва из 2001. године, Крижпоље је имало 655 становника. Крижпоље је према попису из 2011. године имало 510 становника.
| Демографија | Демографија | Демографија |
| Година      | Становника  | Становника  |
| ----------- | ----------- | ----------- |
| 1971.       | 1.298       |             |
| 1981.       | 946         |             |
| 1991.       | 1.046       |             |
| 2001.       | 655         |             |
| 2011.       |             | 510         |

## Попис1991.
На попису становништва 1991. године, насељено место Крижпоље је имало 1.046 становника, следећег националног састава:
| Попис 1991.‍   | Попис 1991.‍ | Попис 1991.‍ | Попис 1991.‍ | Попис 1991.‍ |
| ------------- | ----------- | ----------- | ----------- | ----------- |
|               |             |             |             |             |
| Хрвати        | Хрвати      |             | 1.015       | 97,03%      |
| Југословени   | Југословени |             | 1           | 0,09%       |
| Срби          | Срби        |             | 1           | 0,09%       |
| непознато     | непознато   |             | 29          | 2,77%       |
| укупно: 1.046 |             |             |             |             |